# Salvador Piquer y Gil

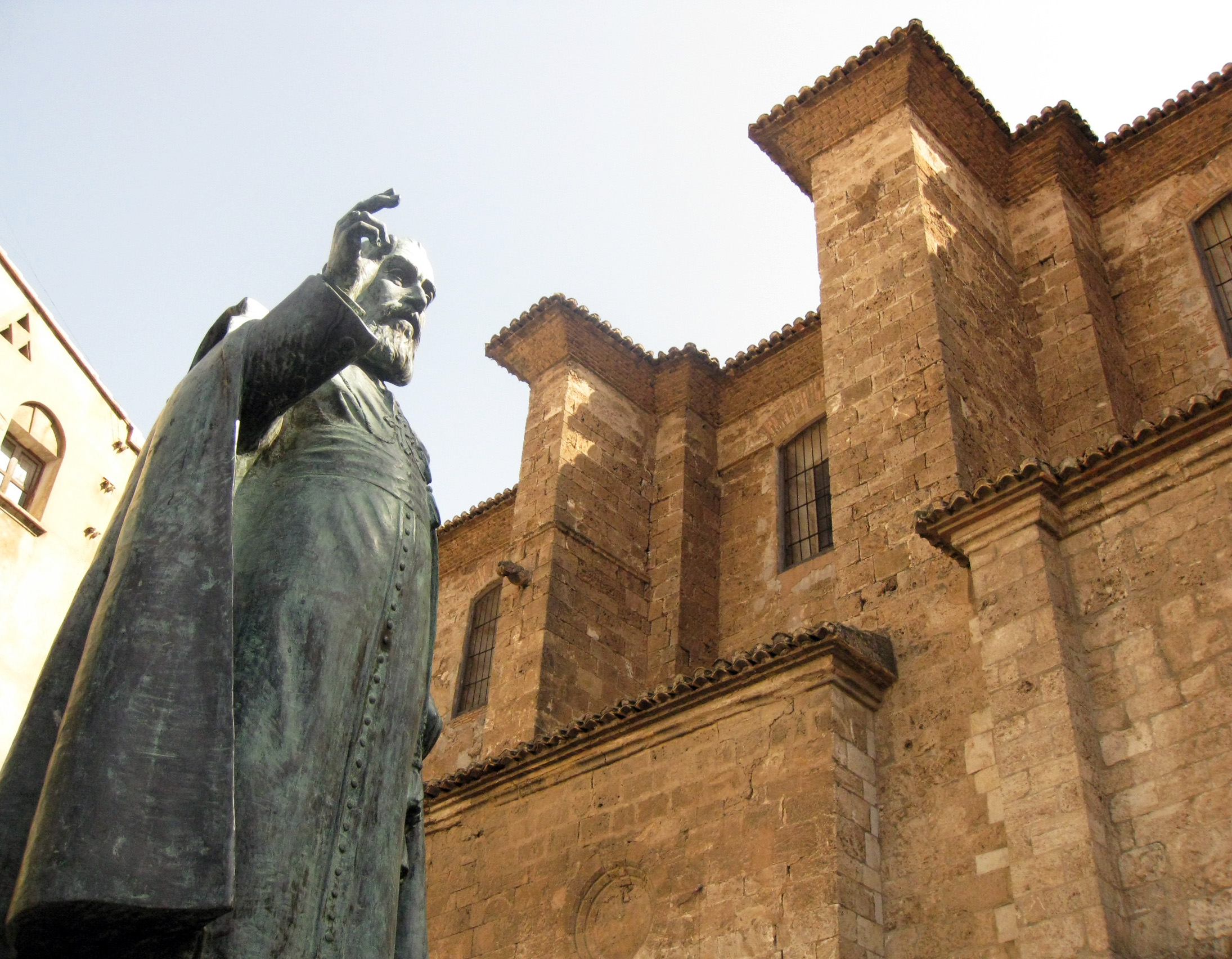
Estàtua del Bisbe Amigó i Catedral de Sogorb, al fons.

Salvador Piquer y Gil (Sogorb, Alt Palància, 1803-1833) va ser un músic valencià.
Infant cantor a la capella de la catedral de Sogorb fins al 1822, va estudiar amb Francesc Andreví i contrapunt i composició amb Morata García. Ordenat de prevere, feu oposicions a la plaça de primer tenor, la qual aconseguí; suplí al seu mestre Morata García en l'escola de Música i direcció de la capella i quan Morata García passà definitivament al Col·legi de Corpus Christi de València el 1829. La manca de salut impedí a Piquer y Gil a fer oposicions a la mestria vacant, i morí quan encara no contava els 30 anys. Entre les seues obres hi ha diversos motets, la Missa solemne en fa, a vuit veus i dos Magnificat a sis i vuit veus.